# Stazione di Candelo
La stazione di Candelo è una fermata ferroviaria sita al km 23+789 della linea Biella-Santhià al servizio dell'omonimo comune.

## Storia
La stazione, entrata in funzione nel 1856, costituì un punto di scambio, dotato di 3 binari passanti, di cui i primi 2 usati per l'imbarco dei passeggeri, provvisti di marciapiedi e il terzo per la manovra delle motrici. Era presente anche un binario per lo scalo merci in direzione Santhià. A fianco della stazione in direzione di Biella, è ancora presente un serbatoio pensile metallico, usato all'epoca come rifornimento d'acqua per le locomotive a vapore.

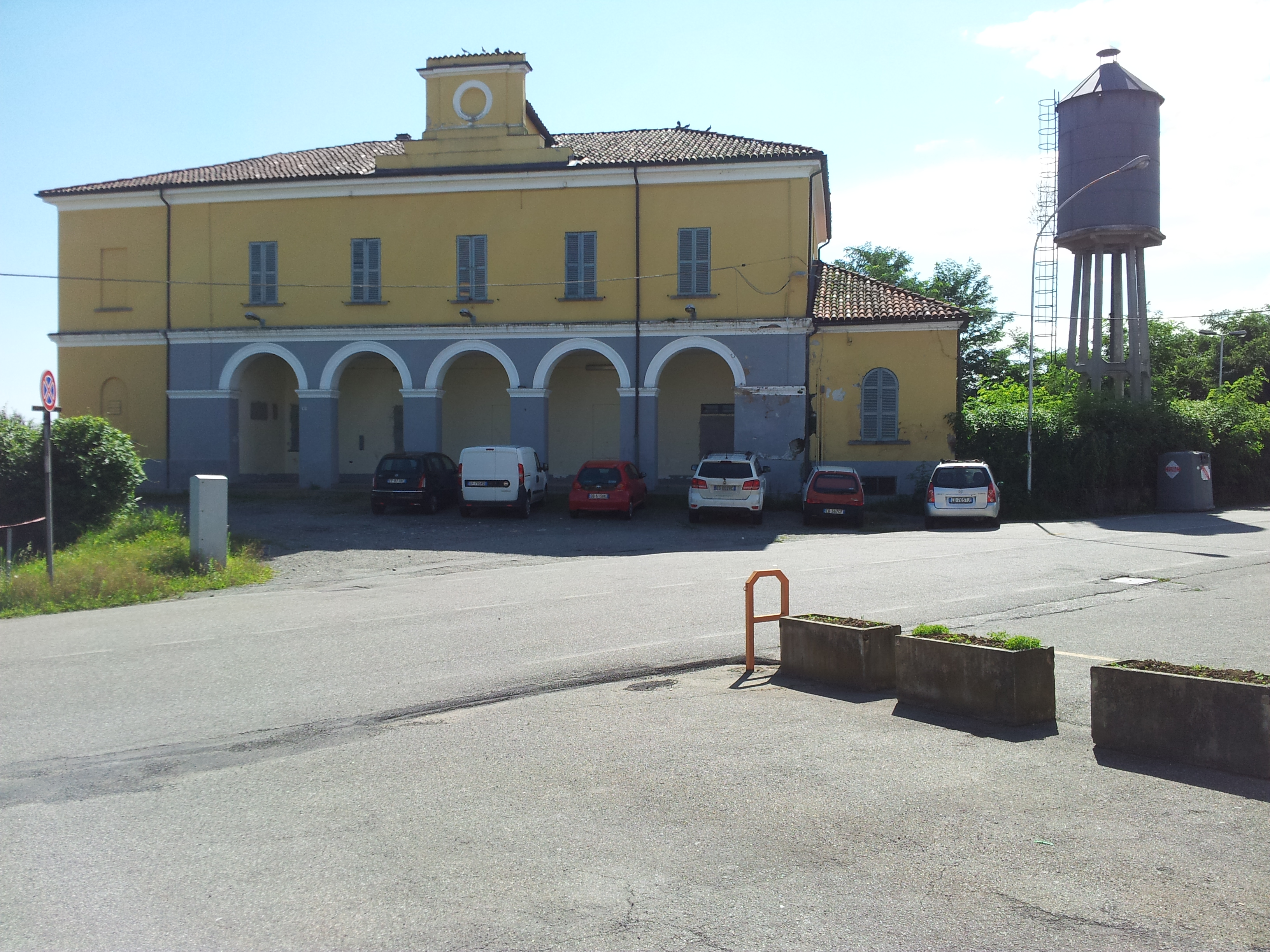
Fermata lato strada

Nel periodo della seconda guerra mondiale, nelle vicinanze della stazione ci fu un deposito per i convogli militari che arrivavano carichi di cannoni e armamenti.
Nel 2002, vennero effettuati lavori per la costruzione di un sottopassaggio stradale, deviando la strada nell'altro fianco della stazione (in direzione Santhià), per eliminare il problema del passaggio a livello, che causava notevoli disagi agli automobilisti e agli abitanti di Candelo per l'intenso traffico ferroviario di allora.

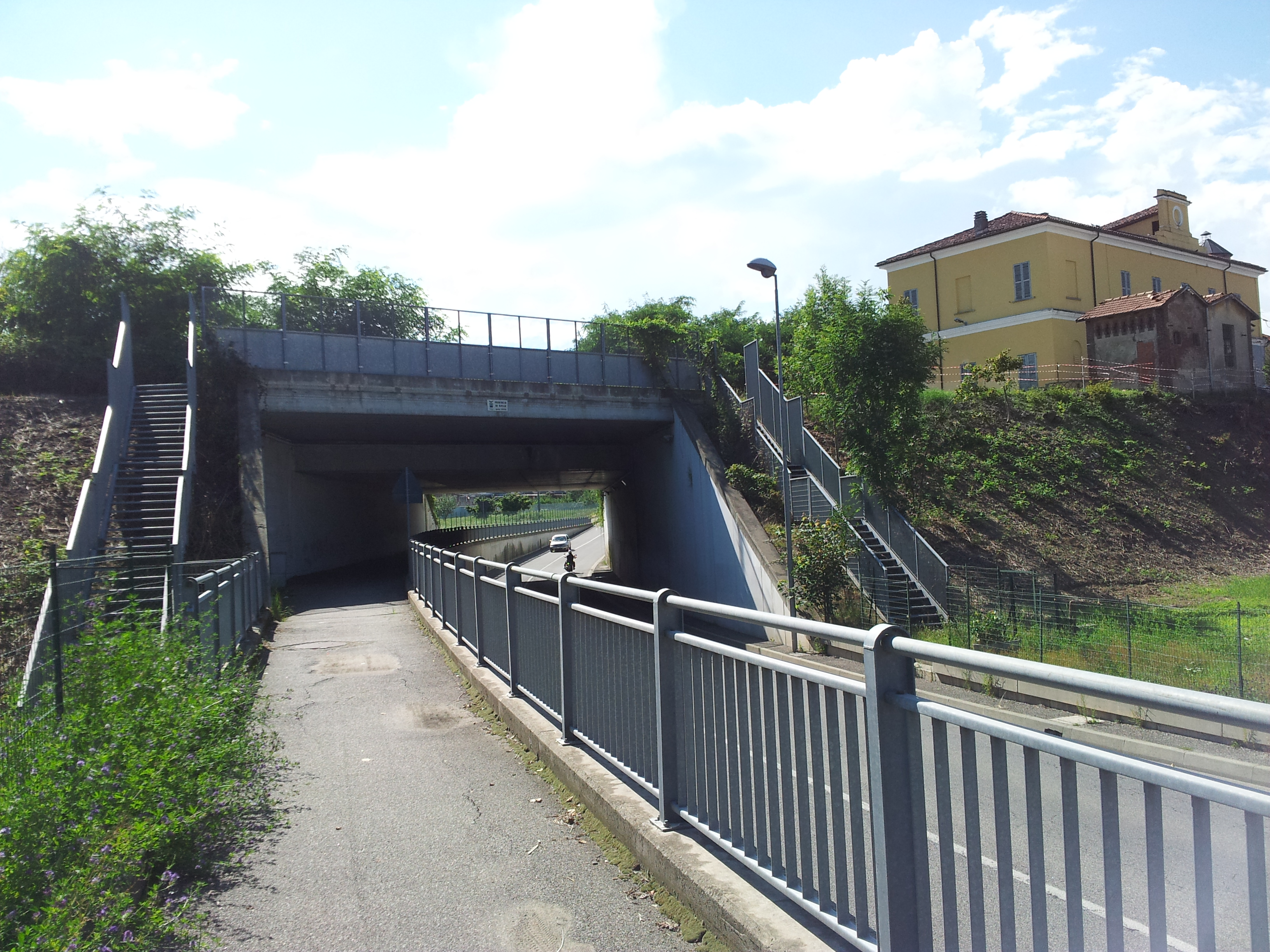
L'attuale strada con il sottopassaggio

La vecchia strada è stata divisa in due parti da una recinzione in cemento (nel punto del vecchio passaggio a livello) per impedire l'attraversamento dei binari ed è utilizzata solo per accedere alla stazione e alle case vicine.
Fino al 2006, nella stazione risultava attivo un raccordo allo stabilimento Saima Avandero (in direzione Biella), da cui partivano treni container carichi di lana. Tale raccordo era accessibile mediante il secondo binario, utilizzato in passato per gli incroci.
Infine, la stazione fu trasformata in fermata, mantenendo in opera soltanto il primo binario.

## Strutture e impianti
La fermata è gestita da Rete Ferroviaria Italiana la quale ai fini commerciali classifica l'impianto nella categoria "Bronze". È dotata del solo binario di corsa della linea ferroviaria. Sono ancora presenti il binario d'incrocio e quello per lo scalo merci, nonostante non siano più raccordati alla linea e avvolti in gran parte dalla vegetazione.
Nella stazione sono presenti i pannelli informativi per le partenze dei treni.
Il fabbricato viaggiatori si dispone su 2 piani ed è inaccessibile al pubblico perché era adibito ad abitazione privata. A causa dell'inutilizzo si trova in stato di degrado. Ad esso sono state immurate le porte per evitare che diventasse un rifugio di vandali.
Accanto al FV è collocato un edificio di dimensioni minori, sviluppato su un solo piano, che ospitò i servizi igienici.

## Movimento
La fermata è servita da treni regionali festivi svolti da Trenitalia nell'ambito del contratto di servizio stipulato con la Regione Piemonte.